# Božo Broketa
Božo Broketa (né le 24 décembre 1922 à Dubrovnik et mort en 1985 dans la même ville) était un joueur de football yougoslave (croate).

## Biographie
Il a passé la plupart sa carrière dans l'équipe phare de sa région natale dans le sud de la Croatie, l'Hajduk Split. 
Broketa est célèbre pour avoir en 1951 envoyé un télégramme de félicitation à l'équipe rivale du Hajduk, le Dinamo Zagreb lors de sa victoire en championnat sur l'équipe serbe du FK Crvena Zvezda, où l'on pouvait lire : Dok je srca, bit će i Croatije (Tant qu'il y a du cœur, il y aura aussi la Croatie),.
Il passe la fin de sa carrière du côté des Pays-Bas au SV Limbourg de 1957 à 1958 puis à l'Ajax Amsterdam entre 1958 et 1959.
Une académie de football à Dubrovnik porte aujourd'hui son nom.